# 1544
1544 (MDXLIV) a fost un an bisect al calendarului iulian, care a început într-o zi de marți.

## Arte, științe, literatură și filozofie
- Filip Moldoveanul a editat la Sibiu, pe cheltuiala Sfatului Orășenesc, Catehismul Luteran, prima carte tipărită în limba română.

## Nașteri
- 19 ianuarie: Regele Francisc al II-lea al Franței (d. 1560)
- 11 martie: Torquato Tasso, poet italian (d. 1595)
- 24 mai: William Gilbert, fizician, medic și filosof englez (d. 1603)
- 23 decembrie: Anna de Saxonia, Prințesă consort de Orania (d. 1577)

## Decese
- 12 septembrie: Clément Marot poet francez (n. 1495)
- 9 decembrie: Teofilo Folengo  (n. 1491)
- dată necunoscută: Laiotă Basarab  (n. ?)